# Geena Davis
Virginia Elizabeth "Geena" Davis (sinh ngày 21 tháng 1 năm 1956) là một nữ diễn viên và nhà sản xuất phim người Mỹ. Cô là chủ nhân của nhiều giải thưởng, bao gồm một giải Oscar và một giải Quả cầu vàng.
Sau khi học kịch nghệ tại Đại học Boston, Davis có vai diễn đầu tay trong bộ phim Tootsie (1982) và sau đấy đóng vai chính trong phim giật gân The Fly (1986), tác phẩm trở thành một trong những phim ăn khách phòng vé đầu tiên của cô. Trong khi bộ phim hài kỳ ảo Beetlejuice (1988) làm cô trở nên nổi tiếng thì phim chính kịch The Accidental Tourist (1988) lại mang về cho cô giải Oscar cho nữ diễn viên phụ xuất sắc nhất. Cô tự chứng minh bản thân là một nữ diễn viên hàng đầu với Thelma & Louise (1991), bộ phim mà cô nhận được đề cử giải Oscar cho nữ diễn viên chính xuất sắc nhất, còn bộ phim thể thao A League of their Own (1992) mang về cho cô một đề cử Quả cầu vàng. Tuy nhiên, vai diễn của Davis trong tác phẩm thất bại ở phòng vé như Cutthroat Island (1995) và The Long Kiss Goodnight (1996) (cả hai đều do chồng cô lúc ấy là Renny Harlin làm đạo diễn) dẫn đến theo một thời gian dài bước lùi và gián đoạn trong sự nghiệp của cô.
Davis đóng vai mẹ nuôi của nhân vật chính trong loạt phim Stuart Little (1999–2005) và vào vai nữ tổng thống đầu tiên của Hoa Kỳ trong loạt phim truyền hình Commander in Chief (2005–2006), vai tổng thống giúp cô thắng giải Quả cầu vàng cho nữ diễn viên phim truyền hình chính kịch xuất sắc nhất. Những bộ phim sau này của cô gồm có Accidents Happen (2009) và Marjorie Prime (2017). Cô đã thể hiện vai phụ Bác sĩ Nicole Herman trong Grey's Anatomy (2014–2015, 2018) và Regan MacNeil–Angela Rance trong mùa đầu tiên của bộ phim truyền hình kinh dị The Exorcist (2017).
Năm 2004, Davis thành lập tổ chức Geena Davis Institute on Gender in Media hợp tác với ngành giải trí để làm tăng đáng kể sự hiện diện của các nhân vật nữ trên các phương tiện truyền thông. Thông qua tổ chức, cô phát động Liên hoan phim Bentonville thường niên vào năm 2015 và làm giám đốc sản xuất bộ phim tài liệu This Changes Everything vào năm 2018. Nhờ tổ chức này, cô đã được trao giải thưởng Nhân đạo Jean Hersholt do giải Oscar trao tặng vào năm 2019 và giải Governors do giải Primetime Emmy trao tặng vào năm 2022.

## Thân thế
Davis sinh ngày 21 tháng 1 năm 1956 tại Wareham, Massachusetts. Mẹ cô tên Lucille (nhũ danh Cook) là trợ lý giáo viên, còn cha cô tên William F. Davis là kỹ sư xây dựng và phó tế nhà thờ. Cả hai đều xuất thân từ các thị trấn nhỏ ở Vermont. Davis có một người anh trai tên Danforth ("Dan").
Cô quan tâm đến âm nhạc từ khi còn nhỏ. Cô theo học dương cầm, sáo và chơi organ đủ tốt lúc thiếu niên để trở thành nghệ sĩ chơi organ tại nhà thờ thuộc Giáo hội Cộng đồng (Congregational) của mình ở Wareham. Davis cũng là một hoạt náo viên và là đội trưởng cổ vũ vào năm cuối trung học. Cô theo học trường trung học Wareham và là học sinh trao đổi ở Sandviken, Thụy Điển, nơi cô học thông thạo tiếng Thụy Điển. Cô muốn học diễn xuất tại Đại học Boston nhưng bỏ lỡ buổi diễn thử bắt buộc trong năm ở Thụy Điển, vì thế cô bắt đầu học đại học tại Đại học New England trước khi chuyển đến Đại học Boston; cô đã không kiếm đủ tín chỉ để tốt nghiệp, bị nhận điểm "không hoàn thành" ở ít nhất một lớp và điểm F trong lớp thao tác múa. Công việc đầu tiên của cô sau đại học là làm người mẫu cho ma-nơ-canh cửa sổ tại chuỗi cửa hàng Ann Taylor; sau đó cô ký hợp đồng với công ty người mẫu Zoli của New York.
Trong cuốn hồi ký của mình ra mắt năm 2022, cô chia sẻ rằng anh trai mình đã đặt biệt danh Geena ngay sau khi cô chào đời để phân biệt cô với dì Virginia (có biệt danh Ginny).

## Sự nghiệp

### Trở nên nổi tiếng (1982–1987)
Davis đang làm người mẫu khi cô được đạo diễn Sydney Pollack tuyển mộ trong bộ phim Tootsie (1982) với vai một diễn viên kịch xà phòng, cô mô tả nhân vật mình đóng là "người sẽ mặc nội y rất nhiều lần". Đây là bộ phim có lợi nhận cao thứ hai trong năm 1982, nhận được 10 đề cử giải Oscar và được xem là tác phẩm tín đồ. Tiếp theo, cô giành được vai chính Wendy Killian trong bộ phim truyền hình Buffalo Bill (phát sóng từ tháng 6 năm 1983 đến tháng 3 năm 1984) và được đề tên viết kịch bản trong một tập phim. Bất chấp nhận được 11 đề cử giải Emmy, tỷ suất không tốt đã làm bộ phim bị hủy chiếu sau hai mùa. Đồng thời Davis thủ vai vai khách mời trong Knight Rider, Riptide, Family Ties, Remington Steele và kế tiếp là bộ phim Sara kéo dài 13 tập của riêng cô. Trong thời gian này, cô còn đi thử vai cho bộ phim hành động/khoa học viễn tưởng The Terminator (1984) và đọc kịch bản cho vai chính Sarah Connor (chung cuộc vai diễn thuộc về Linda Hamilton). Trong phim hài hành động Fletch (1985), cô diễn cùng với Chevy Chase trong vai đồng nghiệp một phóng viên chìm của báo Los Angeles Times đang cố gắng vạch trần nạn buôn bán ma túy trên các bãi biển của Los Angeles. Cô còn đóng vai chính trong phim hài kinh dị Transylvania 6-5000 với vai một ma cà rồng cuồng dâm cùng với chồng tương lai Jeff Goldblum. Họ cũng đóng vai chính trong phim kinh dị khoa học viễn tưởng The Fly (1986) dựa trên truyện ngắn cùng tên năm 1957 của George Langelaan, trong đó Davis thủ vai một nhà báo khoa học và người yêu một nhà khoa học lập dị. Tác phẩm gặt hái thành công về mặt thương mại và giúp cô thành danh trong vai trò diễn viên. Năm 1987, cô lại xuất hiện cùng Goldblum trong phim hài kỳ quặc Earth Girls Are Easy.

### Sự công nhận và tán dương của giới phê bình (1988–1992)

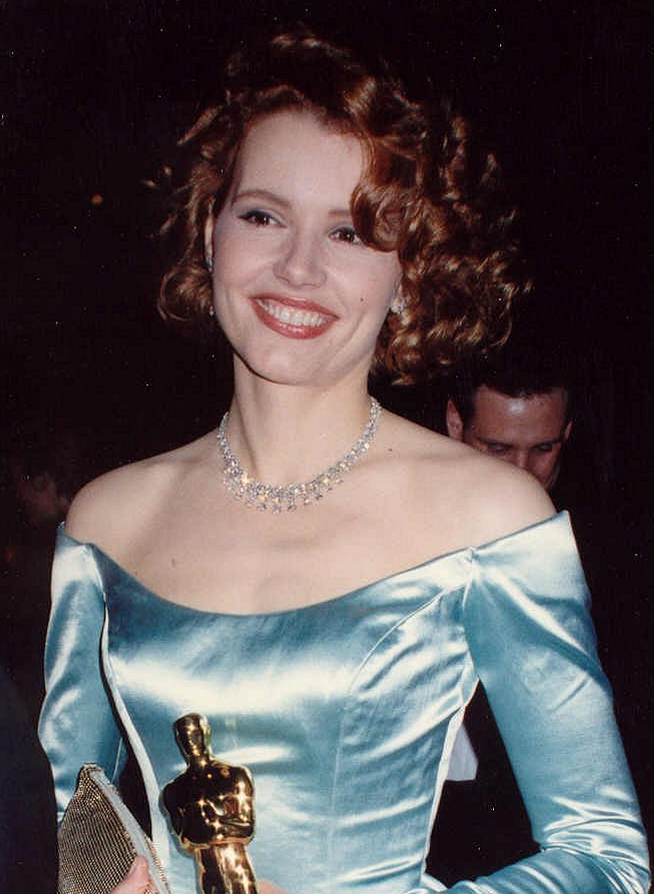
Davis tại lễ trao giải Oscar lần thứ 61 vào năm 1989

Đạo diễn Tim Burton đã chọn Davis đóng trong phim Beetlejuice (1988); cô vào vai một trong cặp vợ chồng trẻ vừa qua đời trở thành bóng ma ám ảnh ngôi nhà cũ của họ; phim còn có sự tham gia của Alec Baldwin, Michael Keaton và Winona Ryder. Phim kiếm được 73,7 triệu đô la Mỹ từ kinh phí 15 triệu đô la Mỹ, còn diễn xuất của Davis cũng như tổng thể bộ phim nhận được đa số các đánh giá tích cực.
Davis nhận vai một nhân viên bệnh viện thú y và người huấn luyện chó với cậu con trai ốm yếu trong phim chính kịch The Accidental Tourist (1988), diễn cùng William Hurt và Kathleen Turner. Nhà phê bình Roger Ebert chấm bộ phim 4 sao trên 4 sao và bình luận: "Davis (trong vai Muriel) mang đến sự gàn dở không gượng ép cho vai diễn của cô ở những cảnh như cảnh cô ngân nga một bài hát khi đang rửa bát đĩa. Nhưng cô ấy không hề đơn giản như cô đôi khi thể hiện[...]". Bộ phim gặt hài thành công về mặt thương mại lẫn phê bình, và vai diễn trong phim đem về cho cô giải Oscar cho nữ diễn viên phụ xuất sắc nhất.
Davis xuất hiện với vai bạn gái của một người đàn ông đội lốt hề cướp nhà băng ở trung tâm Manhattan, trong bộ phim hài Quick Change (1990). Dựa trên cuốn sách cùng tên của Jay Cronley, đây là bản làm lại bộ phim Hold-Up (1985) của Pháp có Jean-Paul Belmondo đóng vai chính. Mặc dù doanh thu phòng vé khiêm tốn, Chicago Tribune nhận xét các diễn viên chính "hài hước và sáng tạo, đồng thời vẫn giữ cho nhân vật của họ có vóc dáng như thật". Kế đến Davis đóng vai chính cùng Susan Sarandon trong bộ phim Thelma & Louise (1991) của Ridley Scott, họ vào vai những người bạn bắt tay vào một chuyến đi với những hậu quả khôn lường. Nhờ thành công về mặt thương mại và phê bình, dây được xem là một tác phẩm kinh điển vì đã tác động đến các bộ phim và tác phẩm nghệ thuật khác và trở thành một bộ phim nữ quyền bước ngoặt. Davis nhận được đề cử giải Oscar cho nữ diễn viên chính xuất sắc nhất cho vai diễn của cô. Phim còn có sự góp mặt của Brad Pitt trong vai diễn đột phá của anh; trong phim anh thủ diễn một kẻ đi lang thang; trong bài phát biểu nhận giải Oscar cho nam diễn viên phụ xuất sắc nhất năm 2020, Pitt cảm ơn đạo diễn Ridley Scott và Geena Davis vì đã "trao cho tôi thử thách đầu tiên."
Năm 1992, Davis diễn cùng với Madonna và Tom Hanks trong phim A League of their Own với vai một cầu thủ bóng chày trong đội toàn nữ. Phim đạt vị trí số một tại phòng vé, trở thành bộ phim có doanh thu cao thứ 10 trong năm ở Bắc Mỹ, và mang về cho Davis đề cử giải Quả cầu vàng cho cho nữ diễn viên chính xuất sắc nhất. Cô thủ vai một phóng viên truyền hình trong bộ phim hài Hero (cùng năm 1992) bên cạnh Dustin Hoffman và Andy Garcia. Mặc dù phim thất bại ở phòng vé, Roger Ebert nhận thấy Davis "sáng sủa và thuyết phục với vai một phóng viên (câu thoại hay nhất của cô ấy, sau khi sống sót sau vụ tai nạn máy bay, là khi cô hét lên qua cửa xe cứu thương:"Đây là câu chuyện của tôi! Tôi là người nghiên cứu!")".

### Bước lùi, tạm ngừng diễn xuất và các vai diễn truyền hình (1993–2009)
Trong phim Angie (1994), Davis đóng vai một nhân viên văn phòng sống ở khu Bensonhurst của Brooklyn và mơ ước có một cuộc sống tốt đẹp hơn. Bộ phim nhận được nhiều đánh giá trái chiều từ giới phê bình, bất chấp nhiều lời khen dành cho Davis và thất bại về mặt thương mại. Trong bản phát hành phim Speechless (1994), Davis tái hợp với Michael Keaton để thể hiện những nhà văn mất ngủ yêu nhau cho đến khi họ nhận ra rằng cả hai đang viết bài phát biểu cho các ứng viên đối thủ trong cuộc bầu cử ở New Mexico. Bất chấp những đánh giá tiêu cực và doanh thu phòng vé khiêm tốn, cô đã nhận được đề cử giải Quả cầu vàng cho nữ diễn viên phim ca nhạc hoặc phim hài xuất sắc nhất cho màn thể hiện của mình.

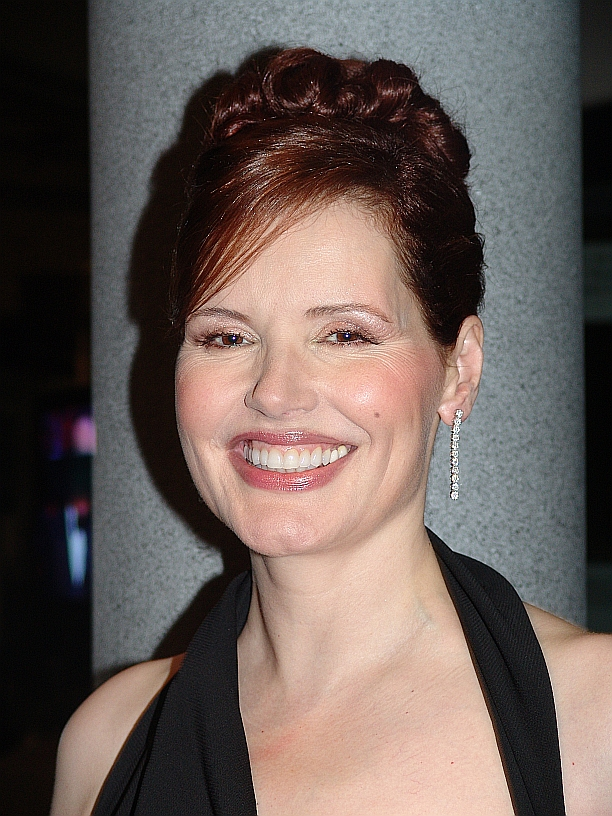
Davis vào năm 2004

Davis hợp tác với chồng cô lúc bấy giờ là đạo diễn Renny Harlin cho các bộ phim Cutthroat Island (1995) và The Long Kiss Goodnight (1996), Harlin hy vọng rằng chúng sẽ biến cô thành một ngôi sao phim hành động. Trong khi The Long Kiss Goodnight đạt được thành công khiêm tốn, Cutthroat Island lại thất bại về mặt phê bình lẫn thương mại và từng bị Sách kỷ lục Guinness liệt vào hãng ngũ "những bom xịt phòng vé lớn nhất". Bộ phim được xem là yếu tố góp phần vào sự sụp đổ hình tượng một ngôi sao bảo chứng của Davis. Cô ly hôn với Harlin vào năm 1998 và nghỉ hai năm "dài bất thường" để suy nghĩ về sự nghiệp của mình, theo The New York Times. Cô ấy xuất hiện với vai Eleanor Little trong bộ phim hài gia đình được đón nhận nồng nhiệt Stuart Little (1999), cô tái thể hiện vai này các phần phim tiếp theo là Stuart Little 2 (2002) và Stuart Little 3: Call of the Wild (2005).
Vào giữa và cuối thập niên 1990, sự nghiệp điện ảnh của Davis ít được chú ý hơn và sự tán dương của giới phê bình cũng giảm dần. Trong một cuộc phỏng vấn năm 2016 với Vulture, cô kể lại: "Các vai diễn phim thực sự bắt đầu cạn kiệt khi tôi bước vào độ tuổi 40. Nếu bạn nhìn vào IMDb, cho đến tuổi ấy, tôi đã diễn khoảng một phim mỗi năm. Trong suốt những năm 40 của mình, tôi diễn một phim là Stuart Little. Tôi có nhận được những lời mời, nhưng không có gì hấp dẫn hay thú vị như ở độ tuổi 30 của tôi. Tôi hoàn toàn bị hủy hoại và hư hỏng. Ý tôi là, tôi được đóng vai cả một thuyền trưởng cướp biển! Tôi được đóng mọi loại vai, ngay cả khi bộ phim thất bại."
Davis đóng chính trong bộ sitcom The Geena Davis Show, được phát sóng một mùa trên ABC trong mùa truyền hình Hoa Kỳ 2000–01. Cô tiếp tục thủ vai chính trong bộ phim truyền hình Commander in Chief của ABC với vai nữ tổng thống đầu tiên của Hoa Kỳ. Trong khi vai diễn này đã đem về cho cô giải Quả cầu vàng cho nữ diễn viên chính phim truyền hình chính kịch xuất sắc nhất vào năm 2006, thì bộ phim lại bị hủy chiếu sau mùa đầu tiên; Davis thừa nhận cô ấy đã bị "rất sốc" bởi việc hủy chiếu phim trong một cuộc phỏng vấn năm 2016. "Tôi vẫn chưa vượt qua được chuyện đó. Tôi thực sự muốn phim được chiếu tiếp. Đó là vào tối thứ Ba  đối diện với House, không hề lý tưởng chút nào. Nhưng chúng tôi là chương trình mới hay nhất vào mùa thu năm đó. Sau đó vào tháng 1, chúng tôi đối đầu với American Idol. Họ nói, 'Tỷ suất sẽ bị ảnh hưởng, vì vậy chúng ta nên dời lịch phát sóng toàn bộ chương trình của bạn tránh Idol và đưa nó trở lại vào tháng Năm. Tôi còn dành rất nhiều thời gian và công sức để đưa phim lên một đài khác, song không làm được". Cô còn được đề cử một giải Emmy và giải SAG cho nữ diễn viên chính phim truyền hình chính kịch xuất sắc. Cô được trao giải Lucy cho phụ nữ trong điện ảnh năm 2006.
Davis là diễn viên người Mỹ duy nhất được chọn tham gia phim Accidents Happen (2009) do Úc sản xuất, cô hóa thân thành một người mẹ nghiêm khắc và lắm lời. Cô kể rằng đó là niềm vui lớn nhất mà cô ấy từng có trên phim trường, đồng thời cảm nhận được tình bạn và kết nối sâu sắc với những diễn viên nhí đóng vai con trai cô. Do Brian Carbee viết kịch bản và dựa trên thời thơ ấu và niên thiếu của chính ông, bộ phim nhận được số suất chiếu hạn chế tại rạp và các ý kiến trái chiều từ giới phê bình. Variety nhận thấy phim được "dẫn dắt bởi một Geena Davis dũng cảm", mặc dù có một "kịch bản nhầm lẫn lạm dụng với khôn ngoan".

### Mở rộng chuyên môn (2010–nay)
Sau một thời gian dài làm việc ngắt quãng, Davis thường mạo hiểm dấn thân diễn xuất trên truyền hình và thông qua tổ chức Geena Davis Institute on Gender in Media, sự nghiệp của cô đã được mở rộng ở thập niên 2010. Năm 2012, cô đóng vai bác sĩ tâm lý trong phim truyền hình ngắn tập Coma, dựa trên tiểu thuyết Coma năm 1977 của Robin Cook và bộ phim chuyển thể năm 1978. Cô đóng vai một nữ giám đốc sản xuất điện ảnh quyền lực trong phim hài In a World... (2013) được giới phê bình đánh giá cao (đây là tác phẩm đạo diễn đầu tay của Lake Bell). Bell nhận thấy yêu thích nhất đoạn hội thoại duy nhất của Davis trong phim và gọi đó là "khoảnh khắc trình bày nổi bật" của mình.
Năm 2014, Davis lồng tiếng cho bản tiếng Anh bộ phim hoạt hình Omoide no Marnie của Studio Ghibli, khi cô bị thu hút bởi những câu chuyện phong phú và sử dụng nhiều nhân vật nữ của bộ phim. Cô đóng vai phụ Bác sĩ Nicole Herman, một bác sĩ phẫu thuật bào thai đang công tác với khối u não đe dọa tính mạng, trong mùa thứ 11 của Grey's Anatomy (2014–15). Năm 2015, Davis phát động một liên hoan phim thường niên được tổ chức tại Bentonville, Arkansas, để làm nổi bật tính đa dạng trong điện ảnh, chấp nhận những bộ phim có điểm nhấn là phụ nữ và người thiểu số trong dàn diễn viên và đoàn phim. Liên hoan phim Bentonville đầu tiên diễn ra từ ngày 5–9 tháng 5 năm 2015. Davis xuất hiện với vai mẹ một ngôi sao truyền hình bán nổi tiếng trong phim hài Me Him Her (2016).
Trong bộ phim truyền hình The Exorcist (2016), dựa trên phim điện ảnh cùng tên năm 1973, Davis đảm nhận vai Regan MacNeil trưởng thành, cô đổi tên mình thành Angela Rance để tìm kiếm sự bình yên và ẩn danh sau thử thách khi còn nhỏ. The Exorcist là một tác phẩm thành công với giới phê bình và khán giả. Năm 2017, Davis đóng vai chính trong phim chuyển thể Marjorie Prime cùng với Jon Hamm, cô thủ vai con gái của một ông lão 85 tuổi trải qua những triệu chứng đầu tiên của bệnh Alzheimer, và xuất hiện trong vai vị thần tưởng tượng của một đứa trẻ 13 tuổi thừa cân trong phim hài Don't Talk to Irene. Vanity Fair viết rằng nữ diễn viên đã đánh cắp "mọi cảnh" trong Marjorie Prime, trong khi Variety nhận xét với vai diễn trong Don't Talk to Irene: "Không có gì phải bàn cãi về độ ngầu phi thường của Geena Davis—sự thật được tôn vinh trong chính thời trang nhận thức của Don't Talk to Irene, một thể loại phim tuổi mới lớn quen thuộc có đặc điểm nổi bật nhất là sự hiện diện của nữ diễn viên".
Năm 2018, Davis trở lại Grey's Anatomy với vai Bác sĩ Nicole Herman trong mùa thứ 14 của chương trình, và làm giám đốc sản xuất bộ phim tài liệu This Changes Everything, trong đó cô cũng được phỏng vấn về kinh nghiệm của mình trong ngành. Phim được công chiếu lần đầu tại Liên hoan phim quốc tế Toronto, nơi phim được vinh danh ở ngôi á quân đầu tiên cho Giải lựa chọn của khán giả: Phim tài liệu. Năm 2019, cô tham gia lồng tiếng cho vai Huntara trong phim She-Ra and the Princesses of Power, và làm giám đốc sản xuất chương trình giáo dục Mission Unstoppable của CBS thông qua tổ chức của cô. Cùng năm đó, cô tham gia dàn diễn viên của GLOW trong vai Sandy Devereaux St. Clair, một cựu vũ công trung sắc trở thành giám đốc giải trí của Khách sạn và Sòng bạc Fan-Tan. Năm 2022, hình ảnh của Davis được sử dụng cho nhân vật Poison Ivy trong loạt truyện tranh Batman '89 của DC Entertainment, lấy bối cảnh giữa các sự kiện của Batman Returns (1992) và The Flash (2023).
Tháng 10 năm 2022, HarperOne xuất bản cuốn sách Dying of Politeness: A Memoir của Davis về hành trình của cô từ thời thơ ấu với nữ tính và tổn thương truyền thống của New England cho đến "táo bạo" của nữ quyền, mỗi lần một vai, trên màn ảnh và trong thế giới thực.

## Đời tư

### Hôn nhân và gia đình

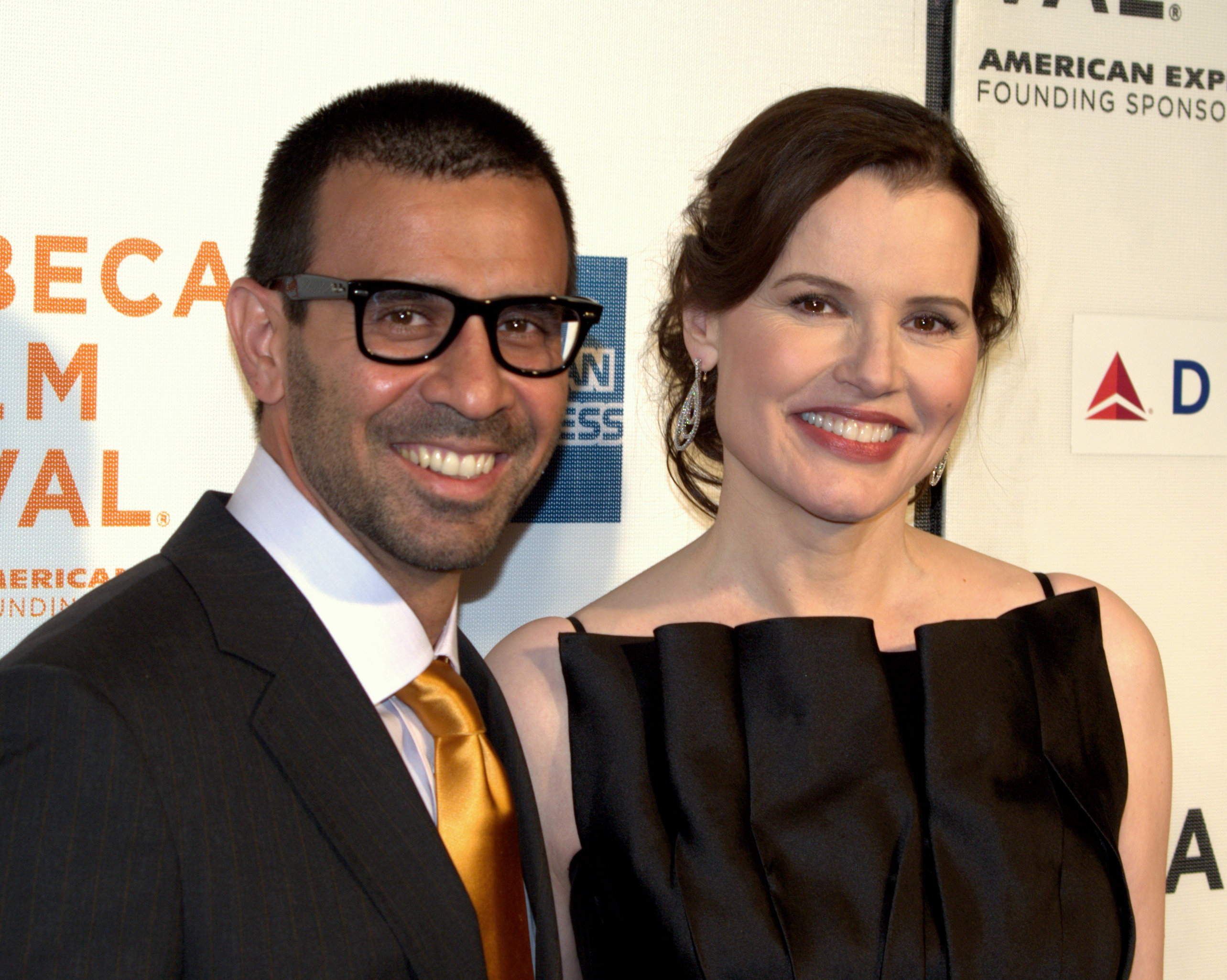
Davis và chồng cũ Reza Jarrahy vào năm 2009

Davis bắt đầu hẹn hò với chủ nhà hàng Richard Emmolo vào tháng 12 năm 1977 và chuyển đến sống cùng anh sau đó một tháng. Hai người kết hôn vào ngày 25 tháng 3 năm 1981, nhưng ly thân vào tháng 2 năm 1983 rồi ly dị vào ngày 27 tháng 6 năm 1984. Sau đó, cô ấy hẹn hò với Christopher McDonald (bạn diễn tương lai của Thelma & Louise); hai người đã đính hôn trong một thời gian ngắn.
Năm 1985, cô gặp chồng thứ hai là nam diễn viên Jeff Goldblum trên phim trường Transylvania 6-5000. Cặp đôi kết hôn vào ngày 1 tháng 11 năm 1987 và đóng chung trong hai bộ phim nữa: The Fly và Earth Girls Are Easy. Davis đệ đơn ly hôn vào tháng 10 năm 1990, và vụ ly hôn được hoàn tất một năm sau. Năm 2022, Davis kể với People rằng mối quan hệ của hai người "là một chương kỳ diệu trong đời tôi."
Vệ sĩ Gavin de Becker là bạn trai của Davis vào đầu thập niên 1990. Sau 5 tháng tán tỉnh, cô kết hôn với nhà làm phim Renny Harlin vào ngày 18 tháng 9 năm 1993. Anh làm đạo diễn cô trong các phim Cutthroat Island và The Long Kiss Goodnight. Davis đệ đơn ly hôn vào ngày 26 tháng 8 năm 1997, một ngày sau khi trợ lý riêng của cô là Tiffany Browne hạ sinh một đứa trẻ mà Harlin làm cha. Cuộc ly hôn được hoàn tất vào tháng 6 năm 1998.
Năm 1998, Davis bắt đầu hẹn hò với bác sĩ phẫu thuật thẩm mỹ sọ mặt người Mỹ gốc Iran Reza Jarrahy, và được cho là đã kết hôn với anh vào ngày 1 tháng 9 năm 2001. Họ có ba người con: một cô con gái tên Alizeh (sinh vào tháng 4 năm 2002) và hai cậu con trai song sinh tên Kaiis và Kian (sinh vào tháng 5 năm 2004). Tháng 5 năm 2018, Jarrahy đệ đơn ly hôn với Davis, ghi ngày ly thân của họ là ngày 15 tháng 11 năm 2017. Davis đáp lại bằng cách nộp đơn thỉnh cầu, trong đó tuyên bố rằng cô và Jarrahy chưa bao giờ kết hôn hợp pháp. Vụ ly hôn của họ được hoàn tất vào tháng 12 năm 2021. Họ đồng ý đổi họ của hai con trai từ "Davis-Jarrahy" thành "Jarrahy".

### Hoạt động

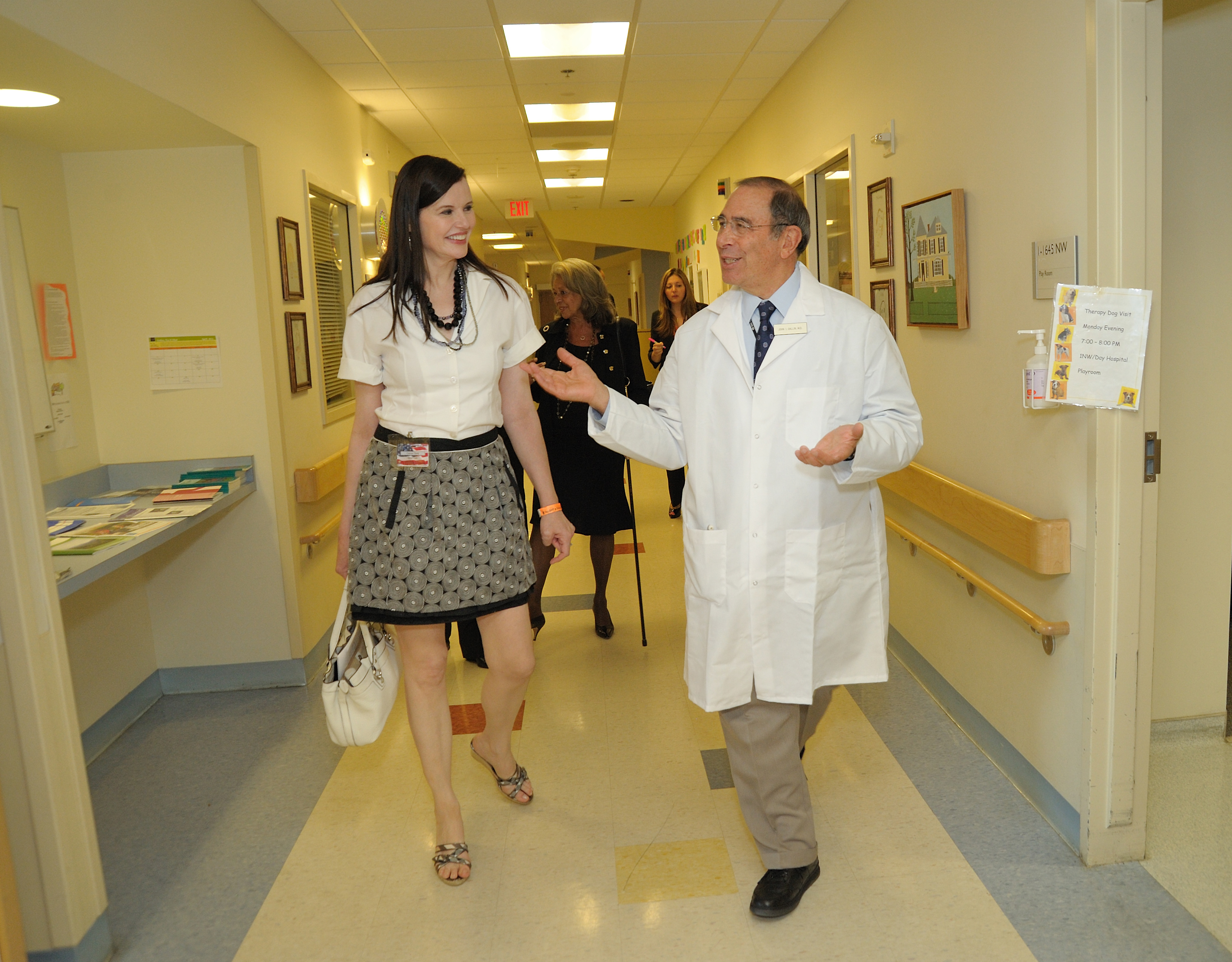
Geena Davis với Bác sĩ John Gallin tại Viện Y tế Quốc gia để thảo luận về tổ chức Geena Davis Institute on Gender in Media vào tháng 4 năm 2011.

Davis là một người ủng hộ Tổ chức Thể thao Phụ nữ và là người ủng hộ Title IX, một Đạo luật Quốc hội chú trọng vào bình đẳng trong các cơ hội thể thao, hiện được mở rộng để cấm phân biệt giới tính ở các cơ sở giáo dục của Hoa Kỳ.
Năm 2004, trong lúc theo dõi các video và chương trình thiếu nhi cùng con gái, Davis nhận thấy mất cân đối trong tỷ lệ nhân vật nam và nữ. Cô tiếp tục tài trợ cho dự án nghiên cứu lớn nhất từ trước đến nay về giới tính trong lĩnh vực giải trí thiếu nhi (dẫn đến bốn nghiên cứu riêng biệt, gồm một nghiên cứu về truyền hình thiếu nhi) tại Trường Truyền thông Annenberg thuộc Đại học Nam California. Nghiên cứu do Stacy Smith chỉ đạo đã chỉ ra rằng có gần ba nhân vật nam trên mỗi một nhân vật nữ trong gần 400 phim xếp loại G, PG, PG-13 và R được phân tích. Năm 2005, Davis hợp tác với nhóm phi lợi nhuận Dads and Daughters để khởi động một liên doanh nhằm cân bằng số lượng nhân vật nam và nữ trong chương trình truyền hình và phim điện ảnh thiếu nhi.
Davis đã thành lập Geena Davis Institute on Gender in Media vào năm 2007, hợp tác với ngành giải trí để tăng cường sự hiện diện của các nhân vật nữ trên các phương tiện truyền thông hướng đến thiếu nhi, đồng thời giảm bớt bất bình đẳng ở Hollywood và định kiến về phụ nữ đối với ngành công nghiệp bị nam giới thống trị. Nhờ công việc của mình trong lĩnh vực này, cô đã nhận được bằng Tiến sĩ Mỹ thuật danh dự của Đại học Bates vào tháng 5 năm 2009; và giải Oscar danh dự, giải thưởng nhân đạo Jean Hersholt của Viện hàn lâm năm 2019.
Năm 2011, Davis trở thành một trong số ít người nổi tiếng tham gia chiến dịch FWD của USAID và Ad Council, một sáng kiến nâng cao nhận thức gắn liền với hạn hán ở Đông Phi năm đó. Cô đã tham gia cùng với Uma Thurman, Chanel Iman và Josh Hartnett trong các quảng cáo trên truyền hình và internet để "quảng bá sự thật" về cuộc khủng hoảng.

### Thế vận hội
Tháng 7 năm 1999, Davis là một trong số 300 vận động viên nữ tranh vé vào bán kết trong đội tuyển bắn cung Olympic Hoa Kỳ để tham gia Thế vận hội Mùa hè Sydney 2000. Cô đứng thứ 24 và không lọt được vào đội, nhưng đã tham dự với một suất đặc cách trong cuộc thi Mũi tên vàng quốc tế Sydney. Tháng 8 năm 1999, cô chia sẻ rằng khi lớn lên cô không phải là một vận động viên và cô nhập môn bắn cung vào năm 1997, hai năm trước khi cô ấy thử sức.

## Danh sách phim

### Điện ảnh
| Năm  | Tựa phim                          | Vai diễn                                     | Ghi chú                          |
| ---- | --------------------------------- | -------------------------------------------- | -------------------------------- |
| 1982 | Tootsie                           | April Page                                   |                                  |
| 1985 | Fletch                            | Larry                                        |                                  |
| 1985 | Transylvania 6-5000               | Odette                                       |                                  |
| 1986 | The Fly                           | Veronica "Ronnie" Quaife                     |                                  |
| 1988 | Beetlejuice                       | Barbara Maitland                             |                                  |
| 1988 | Earth Girls Are Easy              | Valerie Gail                                 |                                  |
| 1988 | The Accidental Tourist            | Muriel Pritchett                             |                                  |
| 1990 | Quick Change                      | Phyllis Potter                               |                                  |
| 1991 | Thelma & Louise                   | Thelma Dickinson                             |                                  |
| 1992 | A League of Their Own             | Dottie Hinson                                |                                  |
| 1992 | Hero                              | Gale Gayley                                  |                                  |
| 1994 | Angie                             | Angie Scacciapensieri                        |                                  |
| 1994 | Speechless                        | Julia Mann                                   | Nhà sản xuất                     |
| 1995 | Cutthroat Island                  | Morgan Adams                                 |                                  |
| 1996 | The Long Kiss Goodnight           | Samantha Caine / Charlene "Charly" Baltimore |                                  |
| 1999 | Stuart Little                     | Bà Eleanor Little                            |                                  |
| 2002 | Stuart Little 2                   | Bà Eleanor Little                            |                                  |
| 2005 | Stuart Little 3: Call of the Wild | Bà Eleanor Little                            | Lồng tiếng                       |
| 2009 | Accidents Happen                  | Gloria Conway                                |                                  |
| 2013 | In a World...                     | Katherine Huling                             |                                  |
| 2014 | When Marnie Was There             | Yoriko Sasaki                                | Lồng tiếng                       |
| 2016 | Me Him Her                        | Bà Ehrlick                                   |                                  |
| 2017 | Marjorie Prime                    | Tess                                         |                                  |
| 2017 | Don't Talk to Irene               | Chính cô                                     |                                  |
| 2018 | This Changes Everything           | Chính cô                                     | Phim tài liệu; giám đốc sản xuất |
| 2020 | Ava                               | Bobbi                                        |                                  |
| 2023 | Fairyland                         | Munca                                        |                                  |
| 2024 | Tín hiệu cầu cứu                  |                                              |                                  |

### Truyền hình
| Năm       | Tựa phim                           | Vai diễn                         | Ghi chú                                  |
| --------- | ---------------------------------- | -------------------------------- | ---------------------------------------- |
| 1986      | Knight Power                       | Dark Dawn (voice)                | Episode: "The House On Cedar Lane"       |
| 1983–1984 | Buffalo Bill                       | Wendy Killian                    | 26 tập                                   |
| 1984      | Fantasy Island                     | Patricia Grayson                 | Tập: "Don Juan's Lost Affair"            |
| 1984      | Riptide                            | Bác sĩ Melba Bozinsky            | Tập: "Raiders of the Lost Sub"           |
| 1984–1986 | Family Ties                        | Karen Nicholson                  | 3 tập                                    |
| 1985      | Secret Weapons                     | Tamara Reshevsky / Brenda        | Phim điện ảnh truyền hình                |
| 1985      | Remington Steele                   | Sandy Dalrymple                  | Tập: "Steele in the Chips"               |
| 1985      | Sara                               | Sara McKenna                     | 13 tập                                   |
| 1989      | Saturday Night Live                | Chính cô (dẫn)                   | Tập: "Geena Davis/John Mellencamp"       |
| 1989      | Trying Times                       | Daphne                           | Tập: "The Hit List"                      |
| 1990      | The Earth Day Special              | Kim                              | Truyền hình đặc biệt                     |
| 2000–2001 | The Geena Davis Show               | Teddie Cochran                   | 22 tập                                   |
| 2004      | Will & Grace                       | Janet Adler                      | Tập: "The Accidental Tsuris"             |
| 2005–2006 | Commander in Chief                 | Tổng thống Mackenzie Allen       | 18 tập                                   |
| 2009      | Exit 19                            | Gloria Woods                     | Phim điện ảnh truyền hình                |
| 2012      | Coma                               | Bác sĩ Agnetta Lindquist         | Phim truyền hình ngắn tập (2 tập)        |
| 2013      | Untitled Bounty Hunter Project     | Mackenzie Ryan                   | Tập phim truyền hình thí điểm chưa bán   |
| 2013      | Doc McStuffins                     | Princess Persephone (lồng tiếng) | Tập: "Sir Kirby and the Plucky Princess" |
| 2014–2018 | Grey's Anatomy                     | Bác sĩ Nicole Herman             | 13 tập                                   |
| 2015      | Annedroids                         | Student                          | Tập: "Undercover Pigeon"                 |
| 2016      | The Exorcist                       | Angela Rance                     | 10 tập                                   |
| 2019      | She-Ra and the Princesses of Power | Huntara (lồng tiếng)             | 3 tập                                    |
| 2019      | GLOW                               | Sandy Devereaux St. Clair        | 6 tập                                    |
| 2019–2022 | Mission Unstoppable                | —                                | Giám đốc sản xuất                        |

### Video âm nhạc
| Năm  | Bài hát                         | Nghệ sĩ         | Ghi chú                                    |
| ---- | ------------------------------- | --------------- | ------------------------------------------ |
| 1986 | "Help Me"                       | Bryan Ferry     | Trích đoạn từ phim The Fly                 |
| 1988 | "The Ground You Walk On"        | Geena Davis     | Trích đoạn từ phim Earth Girls Are Easy    |
| 1991 | "Part of Me, Part of You"       | Glenn Frey      | Trích đoạn từ phim Thelma & Louise         |
| 1992 | "This Used to Be My Playground" | Madonna         | Trích đoạn từ phim A League of Their Own   |
| 1992 | "Now and Forever"               | Carole King     | Trích đoạn từ phim A League of Their Own   |
| 1996 | "F.N.T."                        | Semisonic       | Trích đoạn từ phim The Long Kiss Goodnight |
| 1999 | "You're Where I Belong"         | Trisha Yearwood | Trích đoạn từ phim Stuart Little           |
| 1999 | "I Need to Know"                | R Angels        | Trích đoạn từ phim Stuart Little           |
| 2002 | "I'm Alive"                     | Celine Dion     | Trích đoạn từ phim Stuart Little 2         |

## Đề cử và giải thưởng
| Hiệp hội                             | Năm  | Hạng mục                                                     | Tác phẩm                | Kết quả   | Chú thích |
| ------------------------------------ | ---- | ------------------------------------------------------------ | ----------------------- | --------- | --------- |
| Giải Oscar                           | 1989 | Nữ diễn viên phụ xuất sắc nhất                               | The Accidental Tourist  | Đoạt giải | [ 79 ]    |
| Giải Oscar                           | 1992 | Nữ diễn viên chính xuất sắc nhất                             | Thelma & Louise         | Đề cử     | [ 80 ]    |
| Giải Oscar                           | 2020 | Giải thưởng Nhân đạo Jean Hersholt                           | —                       | Honoured  | [ 81 ]    |
| Giải Artios                          | 2020 | Giải Lynn Stalmaster                                         | —                       | Đoạt giải | [ 82 ]    |
| Hội phê bình phim Boston             | 1991 | Nữ diễn viên chính xuất sắc nhất                             | Thelma & Louise         | Đoạt giải | [ 83 ]    |
| Giải điện ảnh Viện hàn lâm Anh Quốc  | 1992 | Nữ diễn viên chính xuất sắc nhất                             | Thelma & Louise         | Đề cử     | [ 84 ]    |
| Liên hoan phim Cannes                | 2016 | Giải phụ nữ trong điện ảnh                                   | —                       | Đoạt giải | [ 85 ]    |
| Hiệp hội phê bình phim Chicago       | 1992 | Nữ diễn viên chính xuất sắc nhất                             | Thelma & Louise         | Đề cử     | [ 86 ]    |
| Liên hoan phim Đảo Coronado          | 2022 | Giải di sản                                                  | —                       | Awarded   | [ 87 ]    |
| Giải David di Donatello              | 1992 | Nữ diễn viên nước ngoài xuất sắc nhất                        | Thelma & Louise         | Đoạt giải | [ 88 ]    |
| Giải Daytime Emmy                    | 2020 | Loạt phim giáo dục hoặc tài liệu xuất sắc                    | Mission Unstoppable     | Đề cử     | [ 47 ]    |
| Liên hoan phim Mỹ ở Deauville        | 2019 | Giải tài năng Deauville                                      | —                       | Đoạt giải | [ 89 ]    |
| Giải Fangoria Chainsaw               | 2017 | Nữ diễn viên truyền hình xuất sắc nhất                       | The Exorcist            | Đề cử     | [ 90 ]    |
| Giải Quả cầu vàng                    | 1992 | Nữ diễn viên phim chính kịch xuất sắc nhất                   | Thelma & Louise         | Đề cử     | [ 91 ]    |
| Giải Quả cầu vàng                    | 1993 | Nữ diễn viên phim ca nhạc hoặc phim hài xuất sắc nhất        | A League of Their Own   | Đề cử     | [ 91 ]    |
| Giải Quả cầu vàng                    | 1995 | Nữ diễn viên phim ca nhạc hoặc phim hài xuất sắc nhất        | Speechless              | Đề cử     | [ 91 ]    |
| Giải Quả cầu vàng                    | 2006 | Nữ diễn viên phim truyền hình chính kịch xuất sắc nhất       | Commander in Chief      | Đoạt giải | [ 91 ]    |
| Hiệp hội phê bình phim Los Angeles   | 1991 | Nữ diễn viên chính xuất sắc nhất                             | Thelma & Louise         | Á quân    | [ 92 ]    |
| Giải Điện ảnh và Truyền hình của MTV | 1992 | Diễn xuất nữ xuất sắc nhất                                   | Thelma & Louise         | Đề cử     | [ 93 ]    |
| Giải Điện ảnh và Truyền hình của MTV | 1992 | Bộ đôi màn ảnh xuất sắc nhất                                 | Thelma & Louise         | Đề cử     | [ 93 ]    |
| Giải Điện ảnh và Truyền hình của MTV | 1993 | Diễn xuất nữ xuất sắc nhất                                   | A League of Their Own   | Đề cử     | [ 94 ]    |
| Ủy ban Quốc gia về Phê bình Điện ảnh | 1991 | Nữ diễn viên chính xuất sắc nhất                             | Thelma & Louise         | Đoạt giải | [ 95 ]    |
| Hiệp hội phê bình phim New York      | 1992 | Nữ diễn viên chính xuất sắc nhất                             | Thelma & Louise         | Á quân    | [ 96 ]    |
| Giải Primetime Emmy                  | 2006 | Nữ diễn viên chính phim truyền hình chính kịch xuất sắc nhất | Commander in Chief      | Đề cử     | [ 97 ]    |
| Giải Primetime Emmy                  | 2022 | Giải Governors                                               | —                       | Đoạt giải | [ 98 ]    |
| Liên hoan phim San Diego             | 2015 | Giải Nhân đạo                                                | —                       | Awarded   | [ 99 ]    |
| Liên hoan phim quốc tế San Francisco | 1992 | Giải Piper-Heidsieck                                         | —                       | Đoạt giải | [ 100 ]   |
| Liên hoan phim Sarasota              | 2011 | Giải Tác động                                                | —                       | Đoạt giải | [ 101 ]   |
| Giải Vệ tinh                         | 2005 | Nữ diễn viên phim truyền hình chính kịch xuất sắc nhất       | Commander in Chief      | Đề cử     | [ 102 ]   |
| Giải Sao Thổ                         | 1987 | Nữ diễn viên chính xuất sắc nhất                             | The Fly                 | Đề cử     | [ 103 ]   |
| Giải Sao Thổ                         | 1997 | Nữ diễn viên chính xuất sắc nhất                             | The Long Kiss Goodnight | Đề cử     | [ 104 ]   |
| Giải Sao Thổ                         | 2000 | Nữ diễn viên phụ xuất sắc nhất                               | Stuart Little           | Đề cử     | [ 105 ]   |
| Giải Nghiệp đoàn diễn viên màn ảnh   | 2006 | Nữ diễn viên phim truyền hình chính kịch xuất sắc            | Commander in Chief      | Đề cử     | [ 106 ]   |
| Women in Film Lucy Awards            | 2006 | Giải Lucy                                                    | —                       | Đoạt giải | [ 107 ]   |